# 村上市
村上市（日语：／ Murakami shi */?）是位於日本新潟縣北部的城市，也是新潟縣最北的市町村。當地成立於於1954年3月31日。2008年4月1日，岩船郡的荒川町、神林村、朝日村和山北町併入，形成新的村上市。合併後村上市成為新潟縣面積最大的市町村。當地以鮭魚、牛肉（村上牛）以及日本最北的種茶地而聞名。

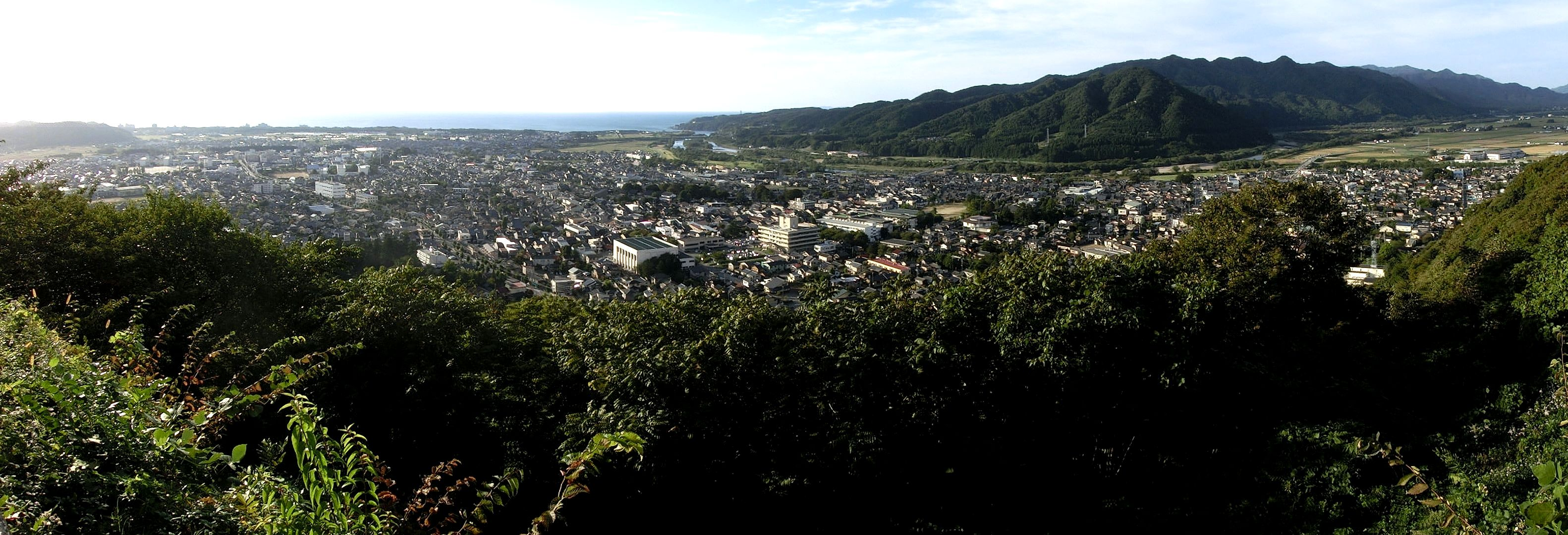
從村上城天守遺跡俯瞰村上市中心

## 出身人物
- 皇后雅子（出生於東京，家族（日语：小和田氏）本籍地為村上市飯野）
- 沼澤茂美（天文攝影家、天文插畫家）
- 原幹惠（藝人）
- 平野步夢（單板滑雪選手）
- 本多利明（經世家（日语：経世論））
- 山縣初男（日本陸軍軍人）
- 本間日陽（藝人，NGT48成員）

## 外部連結
- 村上市 （页面存档备份，存于） （日語）
- 村上市觀光協會 （页面存档备份，存于） （日語）（英文）